# Ley de Supresión del Comunismo de 1950
La Ley de Supresión del Comunismo No 44 de 1950 (renombrada a Ley de Seguridad Interna en 1976) fue una ley de Sudáfrica, aprobada el 26 de junio de 1950 y con entrada en vigor el 17 de julio, que ilegalizó el Partido Comunista de Sudáfrica y proscribió cualquier partido o grupo adherido al comunismo según una definición amplia del término.

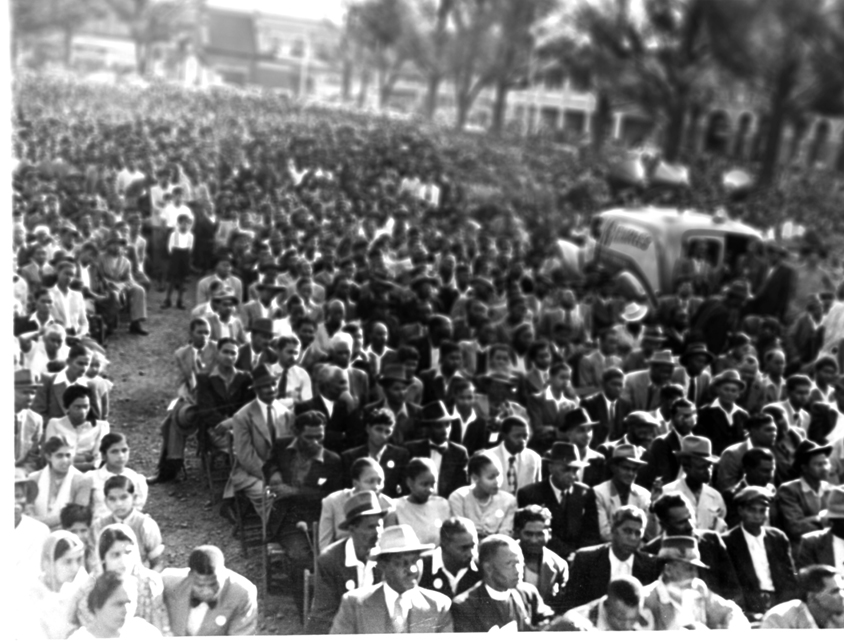
Protesta en Durban el 28 de mayo de 1950 contra la Group Area Acts y la Ley de Supresión del Comunismo. Sector de una manifestación de más de 20 000 personas. La manifestación fue convocada conjuntamente por el Congreso Nacional Africano, el Congreso Indio de Natal y la Organización Sudafricana de Hombres de Color.

La ley definía comunismo como cualquier plan dirigido a conseguir un cambio económico, social, político o industrial mediante la «promoción de alboroto o desorden» o cualquier acto que promoviese «sentimientos de hostilidad entre razas europeas y no europeas ... calculada para aumentar [el desorden].» El gobierno podía considerar a cualquier persona como comunista si sus objetivos estuviesen alineados con esta definición. Después de un periodo de dos semanas de apelación, el estatus de comunista asignado a una persona se convertía en irrevisable de facto y se le sometía a la exclusión de la participación pública, restricción de movimiento o prisión.
La ley era usada frecuentemente para acallar a los críticos de la segregación racial y el apartheid.
La aprobación de la ley estuvo motivada por la participación de comunistas en el movimiento contra el apartheid. La ley facilitó la represión de organizaciones que promovían igualdad de derechos para personas negras, como el Congreso Nacional Africano o el Congreso Panafricanista de Azania. La Ley de Supresión del Comunismo llevó a estos grupos a la clandestinidad. Algunos de ellos, como Umkhonto we Sizwe, liderado por Nelson Mandela, buscó apoyo del Partido Comunista.
La ley fue parcialmente revocada en 1982 y totalmente revocada en 1991.